# Chen Yunxia
Dans ce nom chinois, le nom de famille, Chen, précède le nom personnel.
Pour les articles homonymes, voir Chen.
Chen Yunxia (en chinois simplifié : 陳雲霞 ; chinois traditionnel : 陈云霞 ; pinyin : Chén Yúnxiá), née le 5 décembre 1995, est une rameuse d'aviron chinoise.

## Carrière
Chen Yunxia est médaillée d'or en skiff aux Jeux asiatiques de 2018 puis  aux Championnats du monde d'aviron en 2019 à Ottensheim en  quatre de couple avec comme compatriotes Cui Xiaotong,Lü Yang et Shang Ling. Hormis Chen Yunxia qui était remplacé par Wang Yuwei, le quatre de couple avait échoué au pied du podium l'année précédente aux mondiaux de Bulgarie.
En 2021, ce même équipage devient champion olympique aux Jeux olympiques d'été de 2020 à Tokyo avec un temps de 6 min 5 s 13 devant les Polonaises et les Australiennes.